# Almeerse Reddings Brigade

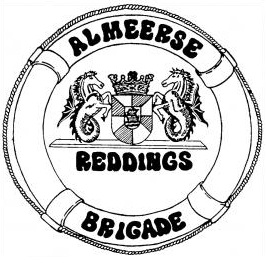
Logo

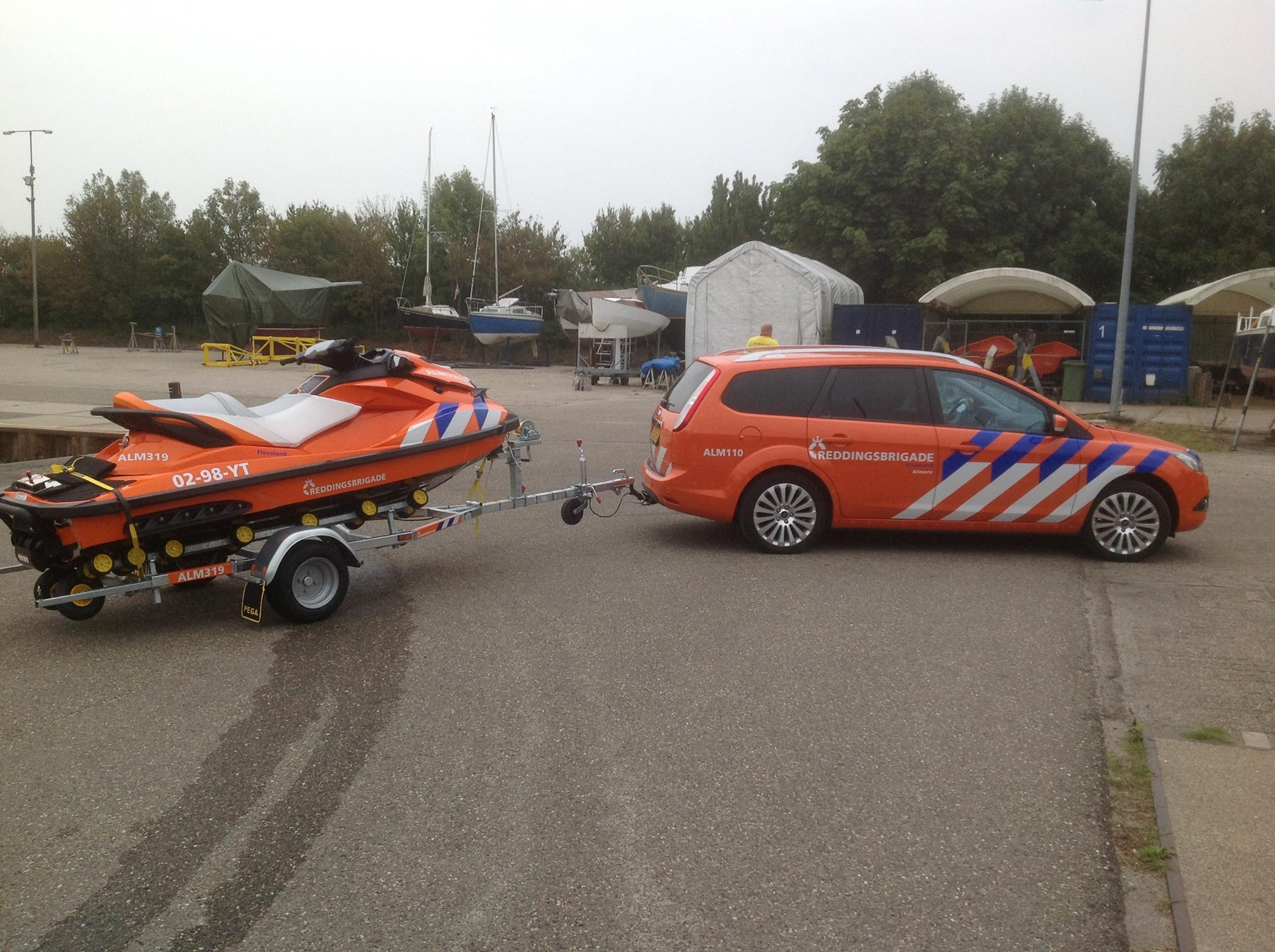
De auto ALM110 en waterscooter ALM319

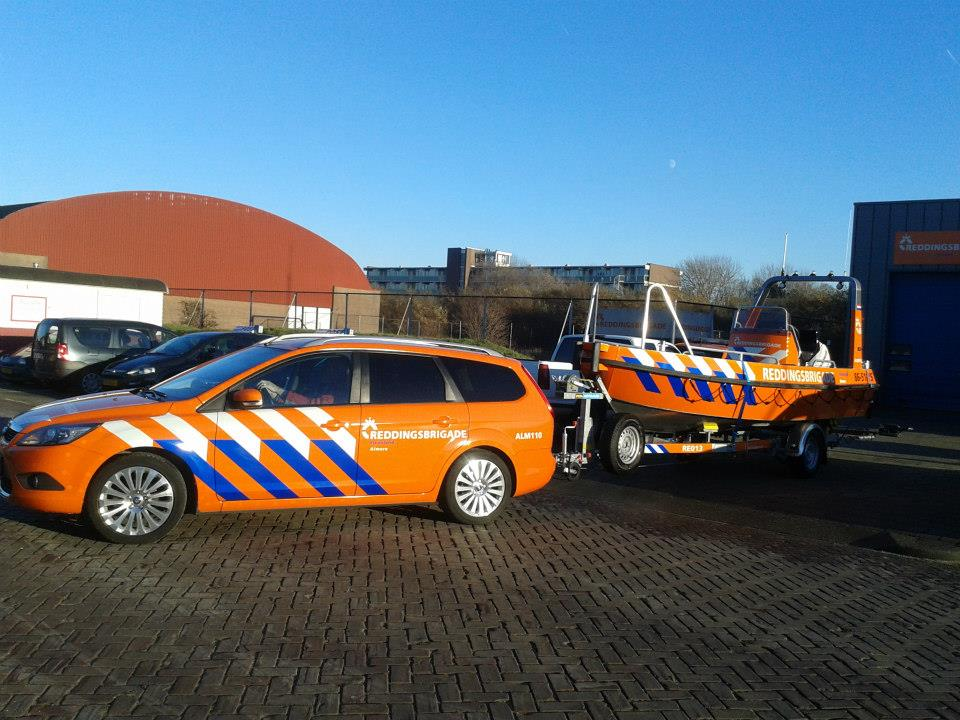
De auto ALM110 en nieuwe Tin-Silver 550 ALM019

De Almeerse Reddings Brigade is een reddingsbrigade in Almere in de provincie Flevoland. Ze is aangesloten bij Reddingsbrigade Nederland.
De brigade van Almere is op 6 maart 1985 opgericht. Ze komt voort uit de Reddingsbrigade Naarden die een aparte afdeling had in Almere. In 1985 is dit een zelfstandige vereniging geworden.

## Activiteiten
De stranden aan de randmeren bij Almere worden door de brigade bewaakt. Dit zijn het Almeerderstrand bij Almere Poort, het Surfstand en het Zwemstrand bij Almere Haven.
De eerste twee stranden beschikken over een eigen post.
Het clubhuis van de brigade staat aan de Sluiskade in Almere Haven. Voor de strandbewaking wordt gebruikgemaakt van tijdelijke posten. De Almeerse Reddingsbrigade geeft les in zowel zwemmend als varend redden.
De reddingsbrigade neemt deel aan bewakingsactiviteiten van evenementen die zich op of bij het water afspelen. Enkele evenementen waaraan bijstand werd of wordt verleend zijn:
Defqon.1 Festival, Libelle zomerweek, Zand Almere, Havenfestival Almere Haven, Sinterklaasintochten in Almere en Amsterdam, Serious Request (Serious Rescue), Rondje Pampus, Botterfestival en het Stoomfestival.

## Materieel
In 2012 is de Almeerse Reddings Brigade gestart met een plan om de huidige vloot waar nodig te vervangen. Dit heeft eind 2013 geresulteerd in de verkoop van de Albertus, Adriana en de Duarry. In 2013 is ter vervanging van de Duarry een waterscooter aangeschaft. De brigade heeft sinds juni 2014 een vervanger voor reddingsboot Albertus. De boot draagt de naam 'De Pionier' en is gedoopt door burgemeester Annemarie Jorritsma.
- De Pionier, ALM329
- Waterscooter, ALM319
- Drie reddingsvletten, ALM118, ALM218 en ALM318
- De Kiekendief, ALM019. Onderdeel van de Nationale ReddingsVloot
- Brigade auto, ALM110

## Search and Rescue (SAR)
Sinds 2012 worden de reddingsbrigades rond de randmeren niet meer ingezet bij de SAR. De kustwacht regelt vanaf 2012 de alarmeringen op de randmeren, en alarmeert alleen de Koninklijke Nederlandse Redding Maatschappij. De brigade blijft wel actief in de strand- en evenementenbewaking.